# Ålänningar
Ålänningar är personer som hör hemma i landskapet Åland.
Begreppet kan avgränsas på flera sätt:
- Medborgarskapskriteriet. En ålänning är den som har det regionala medborgarskapet Åländsk hembygdsrätt.
- Härkomstkriteriet. En ålänning är en person som är född på Åland eller har föräldrar från landskapet.[1]
- Bosättningskriteriet. En ålänning är den som är stadigvarande bosatt och folkbokförd på Åland.

## Bakgrund
När Finland blev självständigt 1917 identifierade sig de flesta ålänningar som svenskar, inte som finländare. Det gav upphov till Ålandsrörelsen, som önskade återförening med Sverige.
Genom Ålandslösningen 1921 blev landskapet i stället ett självstyrt område inom Finland, med garantier för svenska språket och kulturen. I takt med att Ålands självstyrelse utvecklades har ålänningarna i första hand kommit att se sig som just ålänningar – och i andra hand som finländare, men sällan som finlandssvenskar.
Inflyttningen från det finländska fastlandet ökade efter 1920-talet, och 2020 var cirka 20 procent av befolkningen födda utanför Åland; även dessa grupper uppger i regel åländsk identitet.

## Frågan om Ålands självständighet
Under senare år har tanken på Åland som nation vuxit sig starkare vilket har aktualiserat frågan om Åland borde bli en självständig stat. Det politiska partiet Ålands Framtid driver idag frågan om Ålands självständighet medan övriga politiska partier på Åland istället vill utveckla Ålands självstyrelse inom Finlands gränser. Idag finns inte längre någon politiker på Åland som driver frågan om återförening med Sverige.